# Humble Lions FC
Der Humble Lions Football Club ist ein jamaikanischer Fußballverein aus May Pen, der in der höchsten Liga des Landes, der National Premier League, spielt.

## Stadion
Der Verein trägt seine Heimspiele im Effortville Community Centre in May Pen aus. Das Stadion hat ein Fassungsvermögen von 3000 Personen.

## Trainerchronik
Stand: Mai 2021
| Trainer          | Nation  | von               | bis               |
| ---------------- | ------- | ----------------- | ----------------- |
| Lenworth Hyde    | Jamaika | 1. Juli 2011      | 3. Dezember 2012  |
| Linval Wilson    | Jamaika | 15. März 2014     | 31. Dezember 2014 |
| Donovan Duckie   | Jamaika | 1. Januar 2015    | 24. Juli 2017     |
| Linval Wilson    | Jamaika | 1. Juli 2015      | 25. November 2015 |
| Vassell Reynolds | Jamaika | 28. November 2015 | 30. Juni 2016     |
| Lenworth Hyde    | Jamaika | 1. Juli 2017      | 27. November 2017 |
| Merron Gordon    | Jamaika | 30. November 2017 | 6. September 2018 |
| Glendon Bailey   | Jamaika | 6. September 2018 | 18. Februar 2019  |
| O’Neil Thompson  | Jamaika | 18. Februar 2019  | 30. Juni 2019     |
| Andrew Price     | Jamaika | 1. Juli 2019      |                   |